# 글루볼
글루볼(영어: glueball)은 양자 색역학이 예측하는 복합 입자이다. 양자 색역학에서는 색 전하를 가진 쿼크나 글루온이 단독으로 존재하지 못하고(쿼크의 색가둠) 쿼크 3중 상태(중입자)나 쿼크와 반쿼크의 결합(중간자)처럼 색전하 양자수의 총 합이 무색이 되는 상태에서만 존재할 수 있다. 이 때 역시 글루온들만이 여러개가 결합한 상태 또한 생각할 수 있는데, 이것을 글루볼이라고 한다.

## 이론
색가둠에 따라, 낮은 에너지에서 관측 가능한 자유도는 게이지 대칭에 대하여 중성이어야 한다. SU(N) 게이지 대칭을 생각하자. 글루온 {\displaystyle A}는 SU(N)의 딸림표현으로 변환한다. 기본 (N차원) 표현의 지표를 {\displaystyle \psi ^{i}}, 반기본 표현을 {\displaystyle {\bar {\psi }}_{i}}로 표현할 경우, 글루온은
{\displaystyle A_{j}^{i}}
의 꼴의 지표를 가지게 된다.
기본 표현의 쿼크 {\displaystyle \psi ^{i}}와 반쿼크 {\displaystyle {\bar {\psi }}_{i}}로 이루어진 중간자의 경우,
{\displaystyle \psi ^{i}{\bar {\psi }}_{i}}
의 꼴이고, N개의 쿼크로 이루어진 중입자 및 N개의 반쿼크로 이루어진 반중입자는
{\displaystyle \epsilon _{i_{1}i_{2}\dots i_{N}}\psi ^{i_{1}}\psi ^{i_{2}}\cdots \psi ^{i_{N}}}
{\displaystyle \epsilon ^{j_{1}j_{2}\dots j_{N}}{\bar {\psi }}_{j_{1}}{\bar {\psi }}_{j_{2}}\cdots {\bar {\psi }}_{j_{N}}}
의 꼴이다. 마찬가지로, 두 개의 글루온으로 구성된 글루볼
{\displaystyle A_{j}^{i}A_{i}^{j}}
과 N개의 글루온으로 구성된 글루볼
{\displaystyle \epsilon _{i_{1}i_{2}\dots i_{N}}\epsilon ^{j_{1}j_{2}\dots j_{N}}A_{j_{1}}^{i_{1}}A_{j_{2}}^{i_{2}}\cdots A_{j_{N}}^{i_{N}}}
연산자를 정의할 수 있다.
다른 게이지 군 (SO(2N), SO(2N+1), USp(2N)에서는 다른 수의 쿼크를 가진 중입자가 존재하고, 이같은 경우 마찬가지로 다른 글루볼 연산자를 정의할 수 있다.

## 실험
격자 게이지 이론에서의 수치계산에서 그 존재와 질량이 예언되고 있지만, 붕괴 과정의 계산까지는 매우 어려워서 정확한 데이터는 알려져 있지 않다. 글루볼은 입자 가속기에서의 발견이 매우 어렵다고 예상되는데, 왜냐하면 통상적인 중간자 상태와 결합하여 존재할 것으로 예측되기 때문이다. 실험으로는 f0(1500) 입자가 가장 가벼운 글루볼의 유력한 후보로 생각되기도 하지만 글루볼의 성질(붕괴 과정 등)에 관한 이론이 확실하게 존재하지 않아서 확실히 이것이 글루볼이라는 결정적인 증거는 아직 없다.

## 같이 보기
- 글루온
- 양-밀스 이론